# Correctiv
Correctiv est à la fois une organisation non gouvernementale (ONG), une cellule internationale d'investigation journalistique, un média allemand et une maison d'édition. Cet organisme à but non lucratif fondé en 2014 a des bureaux à Essen et Berlin. Il se présente comme « le premier centre d'investigation à but non lucratif dans l'espace germanophone ».

## Objectifs
Correctiv entend répondre à une crise contemporaine des médias et journaux. Le média, qui publie principalement sur internet, se concentre sur l'investigation, transmet gratuitement les résultats de ses enquêtes aux médias partenaires, et réduit drastiquement les frais d'impression et de distribution. Il « se veut le laboratoire d'un nouveau journalisme, à mi-chemin entre l'agence de presse et l'ONG ».

## Histoire
Correctiv est créé en juin 2014, sous le statut d'organisme à but non lucratif. 
Le financement initial de 3 millions d'euros, pour les trois premières années, est couvert par la fondation Brost, d'Essen.
Markus Grill est le rédacteur en chef de Correctiv de juin 2015 à août 2017, il est alors remplacé par Oliver Schröm.
En 2017 Facebook conclut un partenariat avec Correctiv : le média exerce une activité de vérification ou factchecking de contributions identifiées sur le réseau social par des utilisateurs comme relevant d'un canular ou de fake news.
Un partenariat existe également avec le journaliste turc Can Dündar,

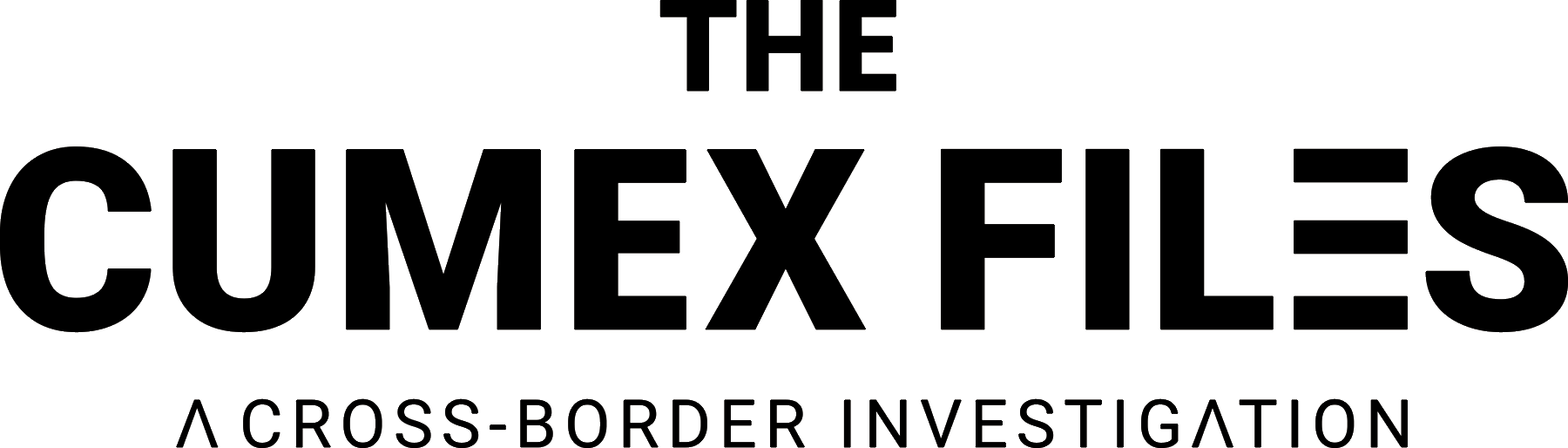

Le 18 octobre 2018, Correctiv a publié en coopération avec d'autres médias dans 11 pays les résultats de son enquête portant sur la fraude fiscale dans le cadre des CumEx Files.
Le succès de Correctiv inspire le lancement du site de journalisme d'enquête Disclose en France en 2018.
Le rédacteur en chef de Correctiv, Oliver Schröm, est poursuivi en justice en 2018 pour avoir enfreint le secret des affaires en révélant ce qui semble être « le plus gros braquage fiscal de l'histoire » dans le monde, à partir des CumEx Files documents qui en 2021 a permis de calculer que les contribuables ont été dans une quinzaine de pays (dont l'Allemagne et la France, principalement) escroqués de 150 milliards d'euros environ en quelques années. 

Le journal réagit en dénonçant un procès-bâillon et « une attaque à la liberté de la presse »,. Le quotidien Die Welt estime que cette poursuite contre Correctiv « montre à quel point la liberté de la presse est menacée » en Allemagne. Selon les enquêteurs (en 2021), malgré quelques mesures prises dont aux Etats-Unis depuis 2010, puis en Allemagne et en France, ce type de fraude fiscale est encore possible, alors que les autorités nient leur responsabilité quant à la persistance des failles dans le système boursier et les règles cadrant la finance internationale.
L'enquête publiée en janvier 2024 sur la rencontre d'extrémistes de droite à Potsdam en 2023 (de) organisée par l'Alternative pour l'Allemagne est reprise par l'ensemble des médias allemands et étrangers et conduit à de grandes manifestations en Allemagne. 

## Organisation
David Schraven dirige le centre d'investigation Correctiv. Un conseil de surveillance contrôle et certifie les comptes. Un conseil d'éthique veille à la qualité du travail journalistique.
La rédaction comporte une dizaine de journalistes à temps plein et trois développeurs web.

## Financement
En tant qu'organisme à but non lucratif, Correctiv est financé par les contributions de ses membres, des dons privés et des contributions de fondations. Correctiv compte environ 1 200 membres en août 2016. Il ne dépend pas des ressources publicitaires ou de ses ventes, mais parvient à lever des fonds à hauteur de plus d'un million d'euros par an en 2018. Les principaux soutiens de Correctiv sont la Fondation Brost, la fondation Rudolf Augstein, la  Bundeszentrale für politische Bildung (Centre fédéral pour l'éducation politique) et Google (en 2016: 26.884 euros),. Les dons supérieurs à 1000 euros donnent lieu à publication de l'identité du donateur sur le site.  Correctiv reçoit  en 2017 un don de 100 000 euros de l'Open Society Foundations,.

## Prix
- L'Équipe de Correctiv reçoit en 2014 le prix allemand du Journaliste de l'année, dans la catégorie Révélation[21].
- Pour son reportage web MH17 – la recherche de la vérité, sur le vol 17 de la Malaysia Airlines, Correctiv reçoit le Grimme Online Award de la catégorie Information[22],[23]. Le jury salue un reportage « qui est un exemple de ces contributions de grande qualité, qui honorent le centre d'investigation d'intérêt public Correctiv, qui les met à disposition des autres médias »[24].

- Prix allemand du Reportage dans la catégorie Innovation en 2016[25].
- Prix allemand du journaliste de l'année dans la catégorie Équipe de l'année[26].
- Prix franco-allemand du journalisme en 2015 et 2018.

## Critiques
En 2014, Die Tageszeitung critique le manque de précision de la plus vaste enquête menée jusqu'alors par Correctiv qui soutenait que les agents pathogènes résistants aux antibiotiques provoquaient davantage de décès. Or, selon la Tageszeitung, Correctiv était incapable d'étayer la thèse centrale de son enquête. Le quotidien allemand reproche également aux auteurs de l’enquête d’avoir suggèrer qu’ils ont fait plus de recherches qu’ils n’en ont fait réellement. Correctiv publie un droit de réponse.
Correctiv dépose en 2015 un recours auprès du ministère des Affaires étrangères allemand sur le fondement de la loi sur la liberté de l'information. Des critiques ont alors estimé que Correctiv outrepassait les règles du journalisme pour se positionner plutôt en activiste,.
Au printemps 2017, Correctiv publie un article sur une candidate de l'AfD en Rhénanie-du-Nord-Westphalie, et indique qu'elle avait travaillé comme prostituée. Les auteurs, David Schraven et Georg Kontekakis justifient la publication en indiquant que ce parti était opposé à la prostitution. Cet article a fréquemment été critiqué, et le tribunal de Düsseldorf a interdit à Correctiv de poursuivre la diffusion de l'article incriminé,,,.